# Jingxiyuan
Jingxiyuan är en köping i sydöstra Kina. Den ligger i Jiexi härad i staden Jieyang i provinsen Guangdong, omkring 290 kilometer öster om provinshuvudstaden Guangzhou. Antalet invånare är 42 250. Befolkningen består av 20 796 kvinnor och 21 454 män. Barn under 15 år utgör 20,0 %, vuxna 15-64 år 69 %, och äldre över 65 år 10,0 %.